# Fourques, Gard
Fourques là một xã trong tỉnh Gard thuộc vùng Occitanie, phía nam nước Pháp. Xã Fourques, Gard nằm ở khu vực có độ cao trung bình 3 mét trên mực nước biển.